# La cavalcada nocturna de Paul Revere
La cavalcada nocturna de Paul Revere (The Midnight Ride of Paul Revere) és una pintura de 1931 de l'artista nord-americà Grant Wood. Representa el patriota estatunidenc Paul Revere durant el seu viatge a mitjanit el 18 d'abril de 1775. La perspectiva és des d'una gran alçada mentre Revere passa per un Lexington, Massachusetts, molt il·luminat. Es va inspirar en el poema "Paul Revere's Ride" de Henry Wadsworth Longfellow. Wood va utilitzar un cavall infantil com a model per al cavall de Revere.
La pintura està situada en el Museu Metropolità d'Art de Nova York, però no està a la vista des de la primavera de 2017.

## Procedència
La pintura va pertànyer al Sr. i a la Sra. Cecil M. Gooch de Memphis, Tennessee, de 1931 a 1950, després de la qual cosa va ser donat a YWCA de Memphis com un regal. El mateix any es va vendre per 15.000 dòlars al Metropolitan Museum of Art.